# El Pilar

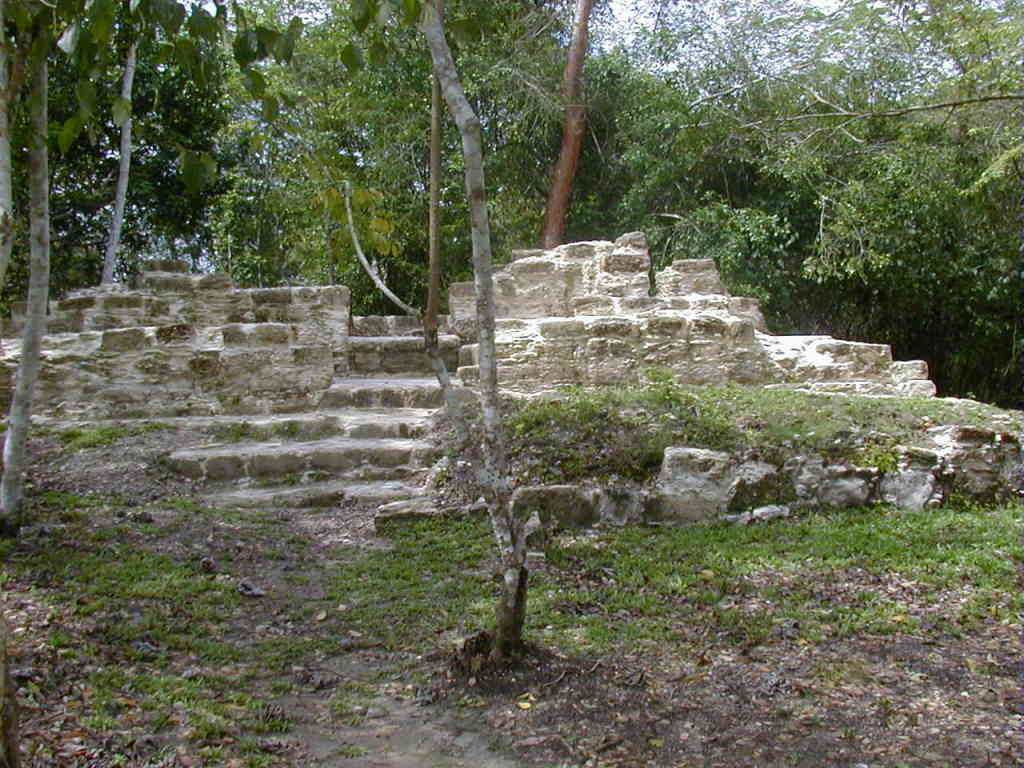
Tzunu’un, jedyny odsłonięty budynek w El Pilar

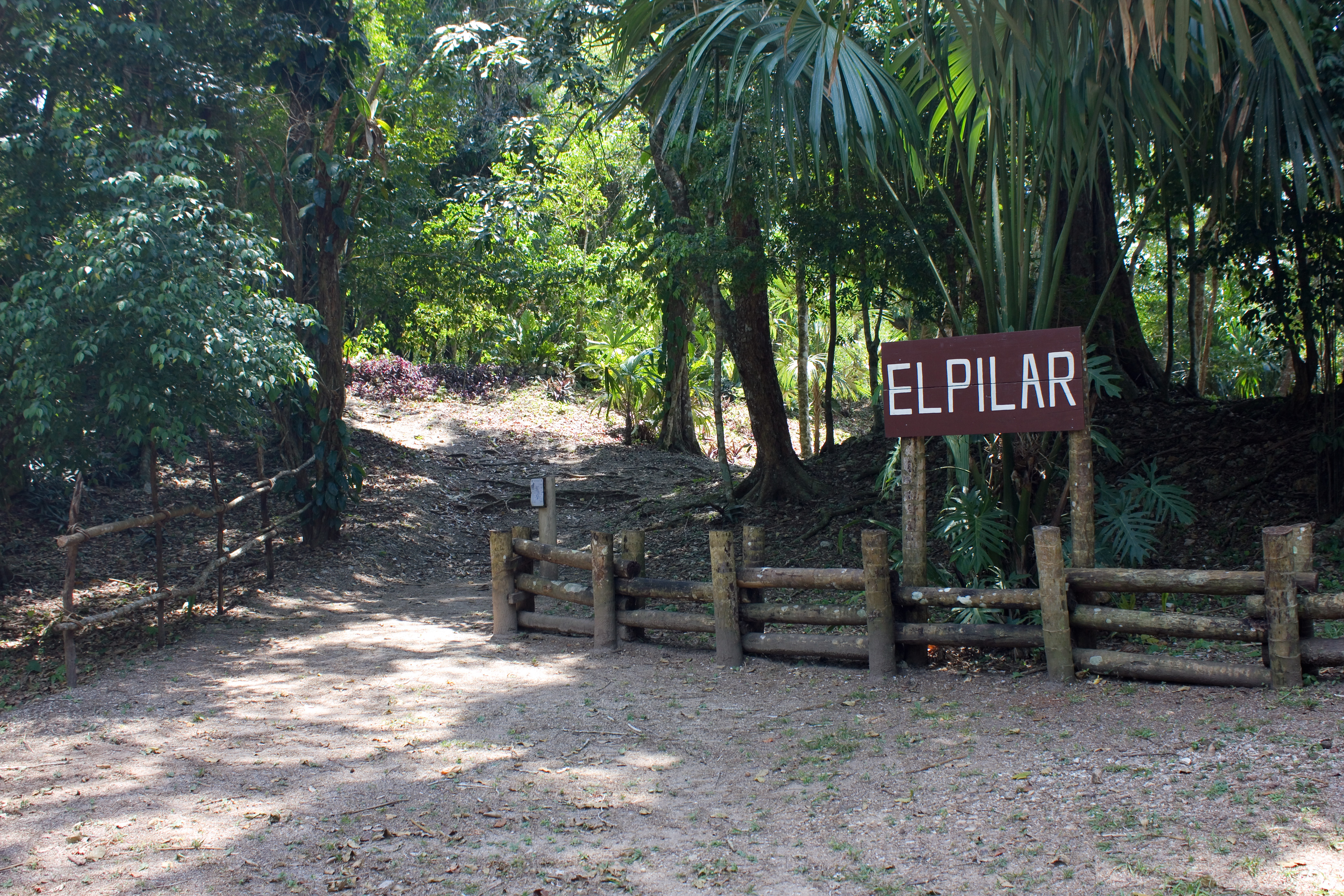
Wejście do El Pilar

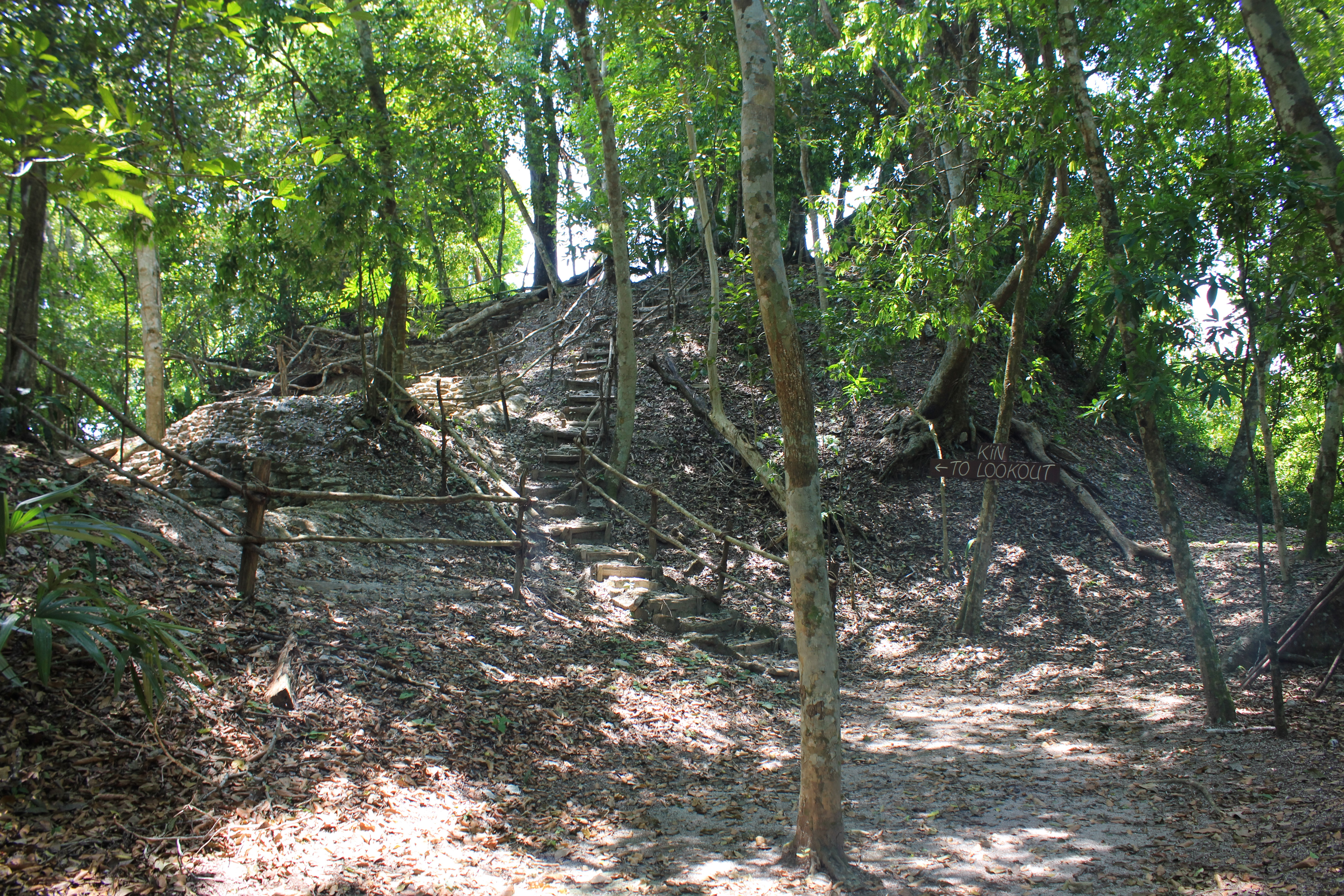
Ścieżka prowadząca do punktu widokowego

El Pilar – miasto majańskie zlokalizowane na granicy Belize i Gwatemali, około 19 kilometrów na północny zachód od San Ignacio w Belize i ok. 30 kilometrów na północ od Melchor de Mencos w Gwatemali. El Pilar jest największym stanowiskiem archeologicznym z okresu Majów w dorzeczu rzeki Belize. Stanowi kompleks złożony z kilkuset budynków. W jego centrum zlokalizowano świątynie, pałace oraz domy elity społeczeństwa. Najwyższe budowle osiągały wysokość do 20 metrów.
Na obszarze pozostałości po siedzibie Majów utworzono w 1996 r. Rezerwat Archeologiczny El Pilar, uznany za pomnik kultury zarówno w Belize, jak i Gwatemali. Rezerwat zajmuje powierzchnię ok. 2000 hektarów (ok. 5000 akrów) i jest zarządzany przez Instytut Archeologii Belize oraz gwatemalski Instytut Antropologii i Historii.

## Historia
Na podstawie badań przedmiotów ceramicznych wnioskuje się, że El Pilar powstało w środkowym okresie preklasycznym, około 800 lat p.n.e. Miasto zamieszkiwało w niektórych okresach ponad 20 000 ludzi. Ok. 1000 r. n.e. po raz ostatni je przebudowano, po czym zaczęło podupadać. W 1996 r. El Pilar wpisano na listę 100 najbardziej zagrożonych zabytków świata, przygotowaną przez World Monument Found.
W 1992 r. Instytut Archeologii Belize zainicjował w El Pilar pierwsze badania. Dzięki współpracy z rządem i miejscową ludnością w kolejnych latach stało się możliwe poszerzenie zakresu prac na obszarze dawnego miasta. W 2006 r. na terenie El Pilar prace terenowe rozpoczęli archeolodzy z Ośrodka Badań nad Mezoameryką Uniwersytetu Kalifornijskiego. Prace te trwają do dziś.

## Turystyka
El Pilar jest udostępnione do zwiedzania dla turystów. W celu zachowania dziedzictwa kulturowego większość zabytków nie została jednak  odsłonięta. Obszar wciąż porasta gęsty las, który zapobiega niszczeniu budynków. Turyści mogą zobaczyć obiekty usytuowane przy wąskich ścieżkach przecinających obszar. Jedynym w pełni odsłoniętym budynkiem na terenie El Pilar jest Tzunu’un.